# Ludwig Wieder
Ludwig Wieder (Norimberga, 22 marzo 1900 – Porta Westfalica, 2 dicembre 1977) è stato un calciatore tedesco, di ruolo attaccante.